# Kōsa
Kōsa (光佐?   1543 - 1592), también conocido como Hongan-ji Kennyo (本願寺 顕如), fue el undécimo
líder del templo Hongan-ji en Kioto, y abad del Ishiyama Hongan-ji, abadía y fotraleza de los Ikkō-ikki, muchedumbres de monjes guerreros y campesinos japoneses que se oponían al gobierno samurái durante la Era Sengoku de la historia de Japón. Formó múltiples alianzas y organizó las defensas de la abadía hasta el punto que en la época se consideraba al Ishiyama Hongan-ji como una fortaleza impenetrable.

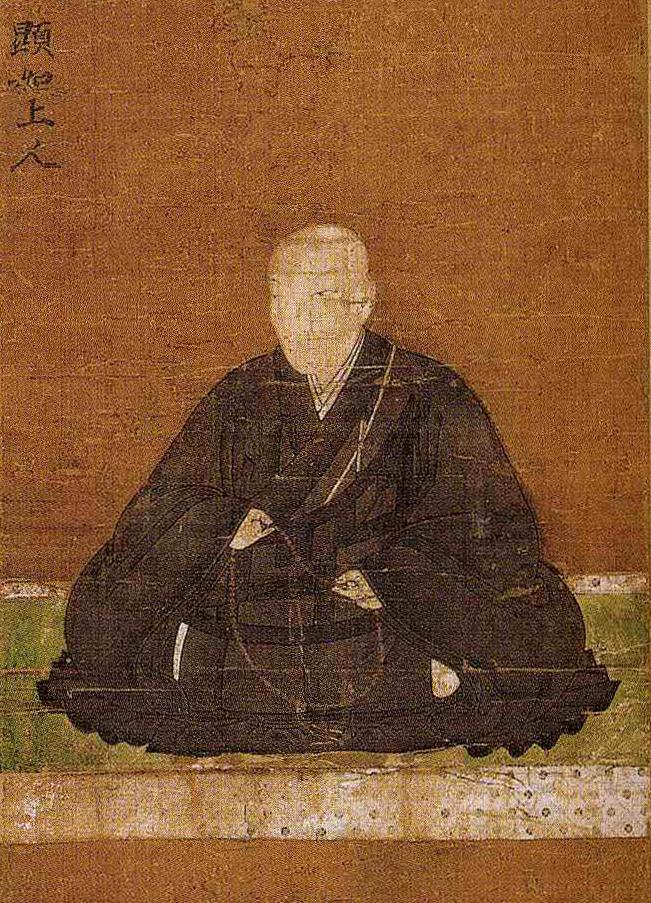
Kōsa

## El asedio al templo Ishiyama Hongan-ji
Oda Nobunaga inició su asedio a la abadía Ishiyama Hongan-ji en 1570. Debido a la organización estratégica de Kōsa, Nogunaga no pudo vulnerar sus defensas. Para 1577, Nobunaga decidió que la mejor estrategia era atacar a los aliados de Kōsa, es decir los clanes Asakura, Uesugi y Azai, así como también otros reductos de los Ikkō-ikki. En vista de la situación, el abad escribió una carta desesperada los seguidores de los Ikko en las provincias de Musashi y Sagami, pidiéndoles actuar rápido y enviar provisiones y refuerzos. Entre tanto, las provisiones de la fortaleza estaban casi acabadas, mientras que sus reductos habían sido virtualmente destruidos a mediados de 1580. 
Nobunaga ordenó a Kōsa evacuar la fortaleza y abandonar Osaka. Éste deliberó con sus aliados, en particular con el clan Mōri, partiendo luego a la provincia de Kii, esperando formar refuerzos. Dejó a su hijo a cargo de la fortaleza, quien se rindió cuando un mensajero imperial lo visitó con una solicitud oficial del emperador de Japón pidiéndole su rendición. La rendición de Kōsa fue la única que Nobunaga aceptó en su vida.

### Últimos años
A pesar de su derrota, Kōsa se mantuvo devoto a la secta Ikko. También quería obtener una abadía o catedral central para la secta. Empezó a enlistar a los sectarios Ikko para ayudar a Toyotomi Hideyoshi, con la idea de obtener la aprobación y apoyo de Hideyoshi. En 1583, Kōsa envió a los guerreros de la secta para hostigar a Shibata Katsuie, rival de Hideyoshi, y en 1587 envió mensajeros a Kyushu, solicitando a los líderes locales de la secta Ikko que sirvieran de guías al ejército de Hideyoshi en una incursión a la provincia de Satsuma. Finalmente en 1589, Hideyoshi concedió a Kōsa su deseo de obtener un nuevo templo Hongan-ji, ahora conocido como Nishi Hongan-ji